# Botó d'or
El botó d'or o daurat o esperó d'or (Ranunculus repens) és una espècie de planta de flors de la família Ranunculaceae, nativa d'Europa i del nord-oest de Pacífic, avui estesa pel món com a planta ornamental. Creix en camps, pastures i preferentment en sòl humits.
És una planta herbàcia amb tiges des de les arrels. Fulles verda fosc tacades de blanc i tri-lobulades que creixen fora del node. Els tiges són belluts. Aquesta espècie es distingeix d'altres per la grandària de les seves flors que són molt més grans.
Com les altres espècies d'aquest gènere són verinoses, encara que quan s'assequen perden el verí. El sabor acre del ranuncle és acre, així que el bestiar evita menjar-los. El contacte amb la sàvia de la planta pot produir irritació en la pell.